# Betontod

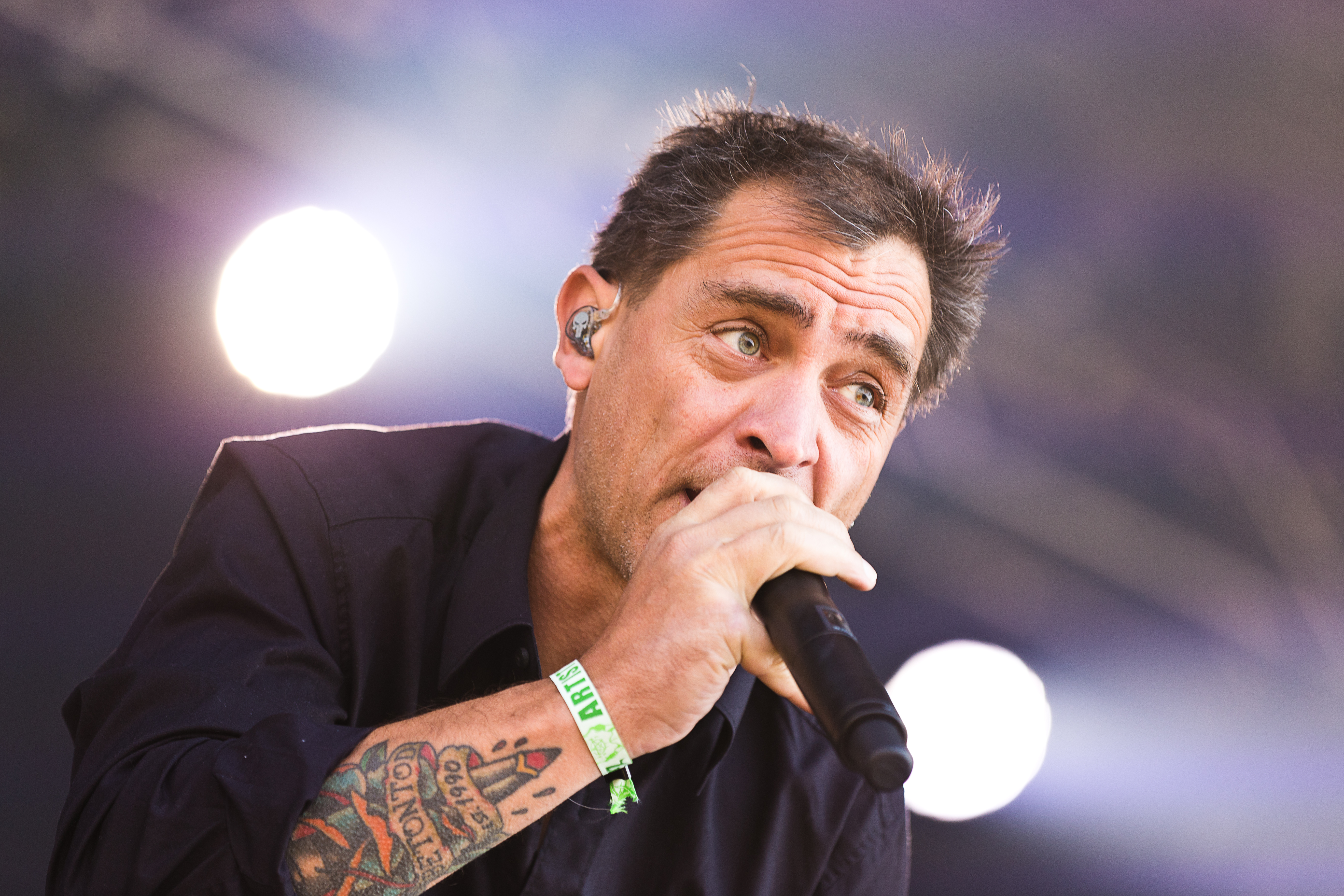
Oliver Meister auf dem Rockharz in Ballenstedt (2015)

Betontod ist eine deutsche Punkrock-Band aus Rheinberg. Die Band hat neben sieben Studioalben zwei Livealben veröffentlicht und am 17. Dezember 2016 ihr 1000. Konzert gespielt.

## Geschichte
Die Band wurde im Jahr 1990 in Rheinberg gegründet. Zuerst hieß sie Extrem, später Sniffin’ Kills und schließlich benannte sie sich in Betontod um. Mit dem Album Schwarzes Blut zog die Band im Jahr 2006 erstmals große Aufmerksamkeit auf sich und tourte unter anderem mit der deutschen Punkband Hass.
Betontod trat in den folgenden Jahren unter anderem beim Force-Attack-Festival auf, bei der Schlachtrufe-BRD-Tour, beim Punk-im-Pott-Festival, beim Spirit from the Street Festival, beim Ruhrpott Rodeo und bei Rock am Turm auf. 2011, 2012, 2018 und 2024 hatten sie einen Auftritt auf dem Wacken Open Air, 2012 unter anderem beim Rockharz Open Air und dem Summer Breeze.
2010 gründete die Band ihr eigenes Independent-Label Better Than Hell. Als erste Veröffentlichung erschien das Album GlaubeLiebeHoffnung, das erstmals die Top 100 der deutschen Albumcharts erreichte. Nach dem Album Antirockstars öffnete sich das Label auch für andere Bands wie Saitenfeuer, Kitty in a Casket, Kärbholz und Toxpack. Am 31. August 2012 erschien Betontods Album Entschuldigung für Nichts, das von Vincent Sorg produziert wurde und auf dem die Band neue Musikstile ausprobierte, wie etwa Ska und Metal. Mit dem Album gelang ihnen eine Top-10-Platzierung in den deutschen Charts. 2013 wurde die Band für die Full Metal Cruise gebucht und spielte zudem auf Festivals wie dem Elbriot-Festival oder dem With Full Force. Im Oktober 2013 erschien ihre erste Live-DVD Viva Punk – Mit Vollgas durch die Hölle.
Das Studioalbum Traum von Freiheit wurde am 27. Februar 2015 veröffentlicht.
Das Album Revolution wurde für den 13. Januar 2017 angekündigt.
In der dritten Single Ich nehme dich mit hat der deutsche Schauspieler Ralf Richter eine Gastrolle.

## Diskografie

### Studioalben
| Jahr | Titel Musiklabel                           | Höchstplatzierung, Gesamtwochen, AuszeichnungChartplatzierungen (Jahr, Titel, Musiklabel, Platzierungen, Wochen, Auszeichnungen, Anmerkungen) | Höchstplatzierung, Gesamtwochen, AuszeichnungChartplatzierungen (Jahr, Titel, Musiklabel, Platzierungen, Wochen, Auszeichnungen, Anmerkungen) | Höchstplatzierung, Gesamtwochen, AuszeichnungChartplatzierungen (Jahr, Titel, Musiklabel, Platzierungen, Wochen, Auszeichnungen, Anmerkungen) | Anmerkungen                                                      |
| Jahr | Titel Musiklabel                           | DE | AT | CH | Anmerkungen                                                      |
| ---- | ------------------------------------------ | --- | --- | --- | ---------------------------------------------------------------- |
| 1999 | Hier kommt Ärger Impact Records            | — | — | — | Erstveröffentlichung: 23. Juli 1999 Wiederveröffentlichung: 2008 |
| 2001 | Stoppt uns wenn ihr könnt Renate Records   | — | — | — | Erstveröffentlichung: 1. Juli 2001 Wiederveröffentlichung: 2005  |
| 2006 | Schwarzes Blut Nix-Gut Records             | — | — | — | Erstveröffentlichung: 8. April 2006                              |
| 2010 | GlaubeLiebeHoffnung Eigenproduktion        | DE89 (1 Wo.)DE | — | — | Erstveröffentlichung: 19. Februar 2010                           |
| 2011 | Antirockstars Better Than Hell             | DE28 (2 Wo.)DE | — | — | Erstveröffentlichung: 26. August 2011                            |
| 2012 | Entschuldigung für nichts Better Than Hell | DE10 (3 Wo.)DE | — | — | Erstveröffentlichung: 31. August 2012                            |
| 2015 | Traum von Freiheit Columbia Records        | DE11 (3 Wo.)DE | AT63 (1 Wo.)AT | CH93 (1 Wo.)CH | Erstveröffentlichung: 27. Februar 2015                           |
| 2017 | Revolution Nuclear Blast                   | DE3 (4 Wo.)DE | AT34 (1 Wo.)AT | CH37 (1 Wo.)CH | Erstveröffentlichung: 13. Januar 2017                            |
| 2018 | Vamos! Arising Empire                      | DE8 (3 Wo.)DE | AT49 (1 Wo.)AT | CH63 (1 Wo.)CH | Erstveröffentlichung: 31. August 2018                            |
| 2021 | Pace per Sempre Betontod Records           | DE12 (1 Wo.)DE | — | — | Erstveröffentlichung: 29. Oktober 2021                           |
| 2023 | Zeig dich! Betontod Records                | DE6 (1 Wo.)DE | — | — | Erstveröffentlichung: 26. Mai 2023                               |

### Livealben
| Jahr | Titel Musiklabel                                         | Höchstplatzierung, Gesamtwochen, AuszeichnungChartsChartplatzierungen (Jahr, Titel, Musiklabel, Platzierungen, Wochen, Auszeichnungen, Anmerkungen) | Anmerkungen                            |
| Jahr | Titel Musiklabel                                         | DE | Anmerkungen                            |
| ---- | -------------------------------------------------------- | --- | -------------------------------------- |
| 2013 | Viva Punk – Mit Vollgas durch die Hölle Better Than Hell | DE81 (1 Wo.)DE | Erstveröffentlichung: 11. Oktober 2013 |

Weitere Livealben
- 2004: Live in Wien …und anderswo (Nix-Gut Records)
- 2007: Live in Rostock (Nix-Gut Records)
- 2017: 1000 x Live (Arising Empire)

### Kompilationen
| Jahr | Titel Musiklabel | Höchstplatzierung, Gesamtwochen, AuszeichnungChartsChartplatzierungen (Jahr, Titel, Musiklabel, Platzierungen, Wochen, Auszeichnungen, Anmerkungen) | Anmerkungen                            |
| Jahr | Titel Musiklabel | DE | Anmerkungen                            |
| ---- | ---------------- | --- | -------------------------------------- |
| 2020 | B-Seiten –       | DE42 (1 Wo.)DE | Erstveröffentlichung: 30. Oktober 2012 |

### EPs
- 2011: Keine Popsongs (Better Than Hell)

### Singles
- 1997: Scheiße (Split-Single mit Machtwort; Diebesgut Records)
- 2012: Entschuldigung für Nichts (Better Than Hell)
- 2012: Alles (Better Than Hell)
- 2020: Das Kapital (Betontod Records)
- 2020: Für die Freiheit (Betontod Records)

### Demos
- 1992: Nieder mit dem Verstand (Eigenproduktion)
- 1992: Mein Fahrrad (Eigenproduktion)
- 1995: Die Zeit der Helden (Eigenproduktion)